# ICC Intercontinental Cup
De ICC Intercontinental Cup was een crickettoernooi dat gehouden wordt tussen de beste landen die geen testnatie zijn. De wedstrijden in het toernooi waren meerdaags, vergelijkbaar met de tests. Het toernooi werd georganiseerd door de International Cricket Council.
De eerste editie was in 2004 en de laatste liep in 2015-2017. Met de herschikking van diverse internationale crickettoernooien lijkt de Intercontinental Cup een stille dood te zijn gestorven.
Nederland heeft aan alle edities van het toernooi meegedaan. De derde plaats in de laatste editie was de beste prestatie.

## Lijst van winnaars
| Jaar    | Winnaar     | Runner-Up   |
| ------- | ----------- | ----------- |
| 2004    | Schotland   | Canada      |
| 2005    | Ierland     | Kenia       |
| 2006-07 | Ierland     | Canada      |
| 2007-08 | Ierland     | Namibië     |
| 2009-10 | Afghanistan | Schotland   |
| 2011-13 | Ierland     | Afghanistan |
| 2015-17 | Afghanistan | Ierland     |